# Ramirezella penduliflora
Ramirezella penduliflora là một loài thực vật có hoa trong họ Đậu. Loài này được A. Delgado & Ochot.-Booth miêu tả khoa học đầu tiên năm 1994.